# Arnold Simon
Arnold Simon war ein Musikverlag in Hannover. 
Das am 20. Februar 1870 gegründete Unternehmen stand anfangs im Eigentum von Gustav Schlüter, bevor es im Dezember 1876 nach dem neuen Besitzer Arnold Simon benannt wurde. Neben einer Musikhandlung wurde auch ein Musikalien-„Leihinstitut“ betrieben, insbesondere aber verlegte die Firma Notenschriften und Kompositionen von Mitgliedern des Königlichen Orchesters Hannover oder etwa von Franz Liszt.
Am 1. Oktober 1881 versandte Arnold Simon ein Geschäftsrundschreiben mit dem Titel Verkauf des Musikaliensortiments und der Leihanstalt an L. Pinkvoss und R. Düsing. Die neue Firma hieß nun Arnold Simon's Musik.-Sortiment & Leihanstalt. Zugleich wurde mit dem Schreiben bekanntgegeben, dass Simons Schwager Max Simon Prokura für Arnold Simon's Verlag & Pianoforte-Magazin erhielt.
Aus dem Jahr 1901 hat sich Korrespondenz des Verlegers Christian Bachmann erhalten mit dem Titel Getrennte Führung der Firmen Chr. Bachmann und Arnold Simon's Sortiment. Bitte um Eröffnung eines neuen Kontos für A. Simon's Sortiment.

## Bekannte Werke und Komponisten (Auswahl)
- Adalbert Goldschmidt, Richard Metzdorff: Die sieben Todsünden. Oratorium in drei Abteilungen. Klavierauszug mit Gesang, deutsch/englisch,  Hannover: Arnold Simon, 1879
- Adalbert von Goldschmidt:
  - Wiegenlied. […] Lied für eine Singstimme mit Pianoforte-Begleitung …, Hannover: A. Simon [o.J]; Digitalisat der Österreichischen Nationalbibliothek (ÖNB)
  - Mädchenlieder […] von Emanuel Geibel für eine Singstimme mit Begleitung des Pianoforte componirt von Adalbert von Goldschmidt, Hannover: Arnold Simon, [o. J.]; Digitalisat der ÖNB
- Liebesszene und Fortuna's Kugel aus "Die sieben Todsünden", Dichtung von R. Hamerling. Musik von Adalbert Goldschmidt. Phantasiestück für Pianoforte (zum Concert-Vortrag) von Franz Liszt, Klavier, Hannover: Arnold Simon, [ohne Jahr][6]
- Emil Paur: Original-Compositionen für das Pianoforte, Opus 34–37, mehrbändiges Werk, Hannover: Arnold Simon, [1880?]
- Albert Löschhorn: Melodische Etuden mit genau bezeichnetem Fingersatz für Pianoforte, 2 Hefte, Hannover: Arnold Simon, [1880?]
- Franz Liszt: Romance oubliée (Vergessene Romanze) pour piano seul,  Hannover: chez Arnold Simon, 1881
- Alfred Rose: Schire Jaakow, gemischte- und Männerchöre, Soli und Rezitative für den israelischen Gottesdienst mit und ohne Begleitung der Orgel, 105 Partituren,  Hannover: Arnold Simon, 1914
  - Nachdruck unter dem Titel Šîrê Yaʿaqōv …, Hrsg. von Andor Izsák, mit einem Vorwort in deutscher Sprache und Gesangstexten hebräisch in Transkription, Hannover: Hochschule für Musik, Theater und Medien Hannover, [ohne Jahr?]
- Jean Joseph Bott: Wiegenlied, für Violine mit Klavierbegleitung[2]
- Hans von Bülow: Innocence. Albumblatt für Pianoforte, Musikverlag A. Simon, Hannover[2]
- Hermann Brune: Schlittschuhtanz für Pianoforte. Opus 11, Musikverlag Arnold Simon, Hannover[2]
- Carl Mathys: Erinnerungen. Vier Stücke für Violoncello mit Begleitung des Pianoforte. Opus 36. Eigenthum des Verlegers, Hannover: Arnold Simon[2]